# Fletteholmane
Die Fletteholmane ist eine Inselgruppe vor der Prinz-Harald-Küste des ostantarktischen Königin-Maud-Lands. Sie liegen im südlichen Teil der Fletta, einer Nebenbucht der Lützow-Holm-Bucht.
Wissenschaftler des Norwegischen Polarinstituts benannten sie 1946 in Anlehnung an die Bucht, in der sie liegen.